# Butvidas
Butvidas ali Pukuveras (belorusko Будзівід, Budzivid), znan tudi kot Боудивидъ (Boudivid), Liutauras, Пукувер (Pukuvjer),  Pukuver ali Pukuveris) je bil od leta 1290 do 1295 veliki litovski knez, * ni znano, † 1295.
Med vladanjem brata Butigeidisa je imel močan politični vpliv, kar je nekatere zgodovinarje privedo do zaključka, da sta bila sovladarja, kot njuna vnuka Algirdas in Kęstutis. Butvidas je med svojim kratkim vladanjem poskušal obraniti svojo kneževino pred tevtonskimi vitezi. Sam je v zavezništvu z njimi napadel Mazovijo. Bil je neposredni prednik litovske vladarske dinastije Gediminovičev.

## Sklica
1. 1 2  "Butvydas". vle.lt (litovsko). Pridobljeno 20. januarja 2020.
2. ↑  Lietuvos valdovai (XIII-XVIII a.). Enciklopedinis žinynas (litovsko). Vytautas Spečiūnas (compiler). Vilnius: Mokslo ir enciklopedijų leidybos institutas. 2004. str. 30. ISBN 5-420-01535-8.

| Butvidas Rojen: ni znano Umrl: 1295 |                                |                    |
| Vladarski nazivi                    |                                |                    |
| Predhodnik: Butigeidis              | Veliki litovski knez 1290–1295 | Naslednik: Vitenis |